# أورادور سور فايريس
أورادور سور فايريس (بالفرنسية: Oradour-sur-Vayres)‏ هي إحدى بلديات مقاطعة فيين العليا في منطقة أقطانية الجديدة غرب وسط فرنسا.